# Ingyo
Imperador Ingyo (允恭天皇, Ingyo-tennō) foi o 19º Imperador do Japão, na lista tradicional de sucessão.

## Vida
Não há datas concretas que podem ser atribuídas a vida deste imperador ou de seu reinado, mas é convencionalmente considerado que Ingyo reinou de 412 a 453.  Era o quarto filho do Imperador Nintoku com sua consorte Iwanohime e, portanto, irmão mais novo de seu antecessor Imperador Hanzei. Antes da sua ascensão ao trono, seu nome era Wo Atsumano Wakako no Sukune. Sentou-se no trono um ano depois que Hanzei morreu e governou por 41 anos.
Isto ocorreu porque quando Hanzei morreu, e os ministros lhe ofereceram para se tornar imperador, este não aceitou porque se sentia um homem débil já que tinha paralisia nas pernas. Desesperados, os ministros voltaram a lhe pedir que assumisse o trono e este aceitou. Pouco depois, veio um médico do Reino de Silla (atual Coreia) que conseguiu curar a paralisia.
Uma importante reforma política que Ingyo implementou foi a substituição do sistema de nomes de família e clãs, já que muitos aristocratas estavam usando nomes falsos para se tornaram membros de família e clãs de classes mais altas.
Ingyo morreu aos 78 anos reinando por 41 anos. O lugar de seu túmulo imperial (misasagi) é desconhecido. O Imperador Ingyō é tradicionalmente venerado num memorial no santuário xintoísta  em Fujiidera cidade próxima a Osaka, que é tradicionalmente chamado de Ega no Nagano no Kita no Misasagi.